# Appio-Pignatelli
Appio-Pignatelli är Roms tjugosjätte quartiere och har beteckningen Q. XXVI. Quartiere Appio-Pignatelli är uppkallat efter Via Appia och familjen Pignatelli. Quartiere Appio-Pignatelli bildades år 1961.

## Kyrkobyggnader
- Cappella di Santo Stefano
- San Tarcisio

## Övrigt
- Torre de Capo di Bove
- Tomba del liberto Marco Servilio
- Tomba di Seneca

## Bilder
| - Torre de Capo di Bove. - Tomba del liberto Marco Servilio. |